# Premier League de Escocia 2006-07
La temporada 2006-07 fue la 110.ª edición del Campeonato escocés de fútbol y la 9.ª edición como Premier League de Escocia, la división más importante del fútbol escocés. La competencia comenzó el 28 de julio de 2006 y concluyó con la conquista del Celtic Glasgow de su 41.er título de liga.

## Tabla de posiciones
| Pos | Equipo               | PJ | PG | PE | PP | GF | GC | GA  | Pts |
| --- | -------------------- | -- | -- | -- | -- | -- | -- | --- | --- |
| 1.  | Celtic Glasgow       | 38 | 26 | 6  | 6  | 65 | 34 | +31 | 84  |
| 2.  | Rangers              | 38 | 21 | 9  | 8  | 61 | 32 | +29 | 72  |
| 3.  | Aberdeen             | 38 | 19 | 8  | 11 | 55 | 38 | +17 | 65  |
| 4.  | Heart of Midlothian  | 38 | 17 | 10 | 11 | 47 | 35 | +10 | 61  |
| 5.  | Kilmarnock           | 38 | 16 | 7  | 15 | 47 | 54 | -7  | 55  |
| 6.  | Hibernian            | 38 | 13 | 10 | 15 | 56 | 46 | +10 | 49  |
|     |                      |    |    |    |    |    |    |     |     |
| 7.  | Falkirk              | 38 | 15 | 5  | 18 | 49 | 47 | +2  | 50  |
| 8.  | Inverness CT         | 38 | 11 | 13 | 14 | 42 | 48 | -6  | 47  |
| 9.  | Dundee United        | 38 | 10 | 12 | 16 | 40 | 59 | -19 | 42  |
| 10. | Motherwell           | 38 | 10 | 8  | 20 | 41 | 61 | -20 | 38  |
| 11. | Saint Mirren (A)     | 38 | 8  | 12 | 18 | 31 | 51 | -20 | 36  |
| 12. | Dunfermline Athletic | 38 | 8  | 8  | 22 | 26 | 55 | -29 | 32  |

 PJ = Partidos jugados; PG = Partidos ganados; PE = Partidos empatados; PP = Partidos perdidos;
GF = Goles anotados; GC = Goles recibidos; DG = Diferencia de gol; PTS = Puntos
- (A) : Ascendido la temporada anterior.

|  | Campeón y clasificado a Liga de Campeones de la UEFA 2007-08. |
|  | Clasificado a Liga de Campeones de la UEFA 2007-08.           |
|  | Clasificado a Copa de la UEFA 2007-08.                        |
|  | Desciende a Primera División de Escocia.                      |

## Máximos Goleadores
| Jugador                    | Club          | Goles |
| -------------------------- | ------------- | ----- |
| Kris Boyd                  | Rangers       | 20    |
| Scott McDonald             | Motherwell    | 15    |
| Steven Naismith            | Kilmarnock    | 15    |
| Anthony Stokes             | Falkirk       | 14    |
| Chris Killen               | Hibernian     | 13    |
| Darren Mackie              | Aberdeen      | 13    |
| Jan Vennegoor of Hesselink | Celtic        | 13    |
| Colin Nish                 | Kilmarnock    | 12    |
| Charlie Adam               | Rangers       | 11    |
| Barry Robson               | Dundee United | 11    |
| John Sutton                | Saint Mirren  | 11    |
| Craig Dargo                | Inverness CT  | 10    |
| Noel Hunt                  | Dundee United | 10    |

Fuente: SPL official website

## Primera División - First División
La Primera División 2006-07 fue ganada por el Gretna FC que accede a la máxima categoría, Airdrie United y Ross County fueron relegados a la Segunda División.
| Pos | Equipo              | PJ | PG | PE | PP | GF | GC | GA  | Pts |
| --- | ------------------- | -- | -- | -- | -- | -- | -- | --- | --- |
| 1.  | Gretna              | 36 | 19 | 9  | 8  | 70 | 40 | 30  | 66  |
| 2.  | St Johnstone        | 36 | 19 | 8  | 9  | 65 | 42 | 23  | 65  |
| 3.  | Dundee FC           | 36 | 16 | 5  | 15 | 48 | 42 | 6   | 53  |
| 4.  | Hamilton Academical | 36 | 14 | 11 | 11 | 46 | 47 | -1  | 53  |
| 5.  | Clyde               | 36 | 11 | 14 | 10 | 46 | 35 | 11  | 47  |
| 6.  | Livingston          | 36 | 11 | 12 | 13 | 41 | 46 | -5  | 45  |
| 7.  | Partick Thistle     | 36 | 12 | 9  | 15 | 47 | 63 | -16 | 45  |
| 8.  | Queen of the South  | 36 | 10 | 11 | 15 | 34 | 54 | -20 | 41  |
| 9.  | Airdrie United      | 36 | 11 | 7  | 18 | 39 | 50 | -11 | 40  |
| 10. | Ross County         | 36 | 9  | 10 | 17 | 40 | 57 | -17 | 37  |